# Phiếm hàm (toán học)
Trong toán học, thuật ngữ " phiếm hàm " (danh từ, tiếng Anh là functional) có ít nhất 3 nghĩa sau :

Phiêm hàm chiều dài cung đi từ miền không gian véctơ các đường cong hiệu chỉnh, một không gian con của, vào tập. Đây là ví dụ về một phiếm hàm phi tuyến.

- Trong đại số tuyến tính, thuât ngữ "phiếm hàm" nói đến một ánh xạ tuyến tính từ một không gian véctơ {\displaystyle V} vào một trường vô hướng của nó, nghĩa là ánh xạ này là một phần tử của không gian đối ngẫu {\displaystyle V^{*}}.
- Trong giải tích toán học, nói chung và theo lịch sử, nó ám chỉ một ánh xạ từ một không gian {\displaystyle X} vào tập số thực {\displaystyle \mathbb {R} }, hoặc đôi khi là từ {\displaystyle X} vào tập số phức {\displaystyle \mathbb {C} }, với mục đích là thiết lập một cấu trúc giống với vi tích phân trên {\displaystyle X}. Tùy vào mỗi tác giả, những ánh xạ như vậy có thể hoặc không nhất thiết tuyến tính, hoặc được xác định trên toàn không gian {\displaystyle X}.
- Trong khoa học máy tính, nó đồng nghĩa với các hàm thứ bậc cao, tức là các hàm nhận các hàm làm đối số hoặc trả về chúng.

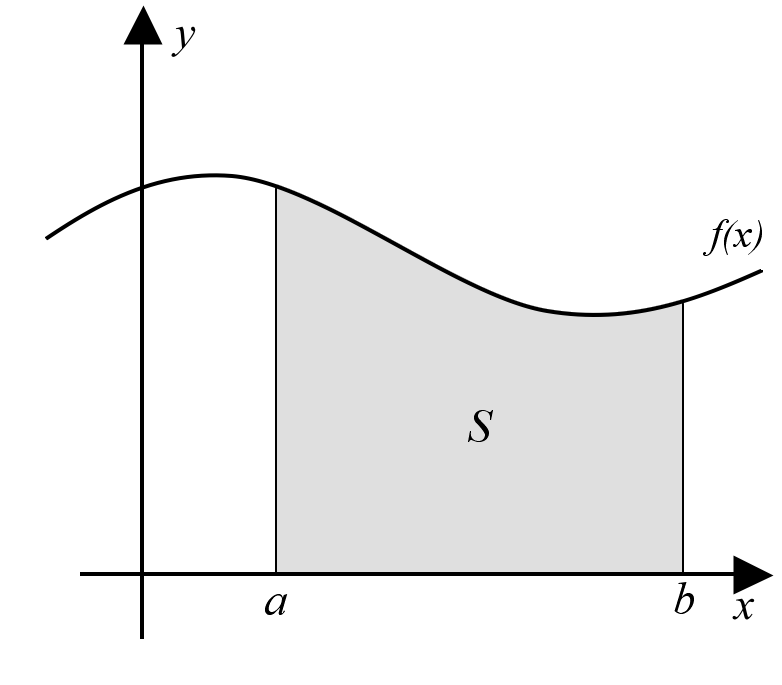
Tích phân Riemann là một phiếm hàm tuyến tính trên không gian véctơ của các hàm khả tích Riemann trên, với.

Bài viết này chủ yếu nói đến khái niệm thứ hai, nảy sinh vào đầu thế kỷ 18 như một phần của phép tính biến phân - calculus of variations. Khái niệm đầu tiên hiện đại và trừu tượng hơn, được thảo luận chi tiết trong một bài viết khác là dạng tuyến tính. Khái niệm thứ ba được trình bày trong bài viết về hàm thứ bậc cao.
Thông thường, {\displaystyle X} là một không gian hàm. Trong trường hợp này, " phiếm hàm " được hiểu là một " hàm của một hàm ", và một số tác giả cũ thực sự định nghĩa thuật ngữ "phiếm hàm" có nghĩa là " hàm của một hàm ". Tuy nhiên, việc {\displaystyle X} là không gian hàm không nhất thiết về mặt toán học, vì vậy định nghĩa cũ không còn phổ biến nữa.
Thuật ngữ này bắt nguồn từ phép tính biến phân, trong đó người ta tìm kiếm một hàm làm tối thiểu hóa (hoặc tối đa hóa) một hàm cho trước. Một ứng dụng đặc biệt quan trọng trong vật lý là tìm kiếm trạng thái của một hệ thống giảm thiểu hóa (hoặc tối đa hóa) một tác động, hay nói cách khác là tích phân theo thời gian của Lagrange.

## Chi tiết
Tính đối ngẫu
Ánh xạ 
```

  

    

      

        
f

        
:

        
 

        

          
x

          

            
0

          

        

        
⟼

        
f

        
(

        

          
x

          

            
0

          

        

        
)

      

    

    
{\displaystyle f:\ x_{0}\longmapsto f(x_{0})}

  

```

là một hàm, trong đó {\displaystyle x_{0}} là đối số của {\displaystyle f}. Đồng thời, ánh xạ biến một hàm thành giá trị của hàm đó tại một điểm 
```

  

    

      

        
F

        
:

        
 

        
f

        
⟼

        
F

        
(

        
f

        
)

        
=

        
f

        
(

        

          
x

          

            
0

          

        

        
)

      

    

    
{\displaystyle F:\ f\longmapsto F(f)=f(x_{0})}

  

```

được gọi là một phiếm hàm, còn {\displaystyle x_{0}} được gọi là môt tham số.
Với điều kiện {\displaystyle f} là một hàm tuyến tính từ một không gian vectơ đến trường vô hướng bên dưới, các ánh xạ tuyến tính trên là đối ngẫu với nhau, và trong giải tích hàm cả hai đều được gọi là phiếm hàm tuyến tính.
Tích phân xác định
Những tích phân như 
{\displaystyle I:\ f\longmapsto I[f]=\displaystyle \int \limits _{\Omega }H{\big (}f(x),f'(x),\dots {\big )}\mu (dx)}
tạo thành một lớp phiếm hàm đặc biệt. Chúng ánh xạ một hàm {\displaystyle f} thành một số thực, với điều kiện {\displaystyle H} là giá trị thực. Các ví dụ gồm có 
- Diện tích (area) của hình phẳng bên dưới đồ thị của một hàm số dương {\displaystyle f} trên miền {\displaystyle [x_{0},x_{1}]}

```

  

    

      

        
A

        
:

        
 

        
f

        
⟼

        
A

        
[

        
f

        
]

        
=

        

          
∫

          

            

              
x

              

                
0

              

            

          

          

            

              
x

              

                
1

              

            

          

        

        
f

        
(

        
x

        
)

        
 

        
d

        
x

      

    

    
{\displaystyle A:\ f\longmapsto A[f]=\int \limits _{x_{0}}^{x_{1}}f(x)\ dx}

  

```

- Chuẩn {\displaystyle L^{p}} của một hàm {\displaystyle f} trên một tập {\displaystyle D}

```

  

    

      

        
‖

        
 

        
 

        

          
‖

          

            

              

              

                

                  
L

                  

                    
p

                  

                

              

            

          

        

        
:

        
 

        
f

        
⟼

        

          

            
‖

          

        

        
f

        

          

            

              
‖

            

          

          

            

              

              

                

                  
L

                  

                    
p

                  

                

              

            

          

        

        
=

        

          

            
(

            

              

                
∫

                

                  
D

                

              

              

                

                  
|

                

              

              
f

              
(

              
x

              
)

              

                

                  

                    
|

                  

                

                

                  
p

                

              

              
 

              
d

              
x

            

            
)

          

          

            

              
1

              
p

            

          

        

      

    

    
{\displaystyle \|\ \ \|_{_{L_{p}}}:\ f\longmapsto {\big \|}f{\big \|}_{_{L_{p}}}=\left(\int \limits _{D}{\big |}f(x){\big |}^{p}\ dx\right)^{\frac {1}{p}}}

  

```

- chiều dài cung (arclength) của đồ thị của một hàm số một biến {\displaystyle f} trên miền {\displaystyle [x_{0},x_{1}]} trong mặt phẳng Oxy (một dạng của đường cong 2 chiều trong không gian Euclide)

```

  

    

      

        
L

        
:

        
 

        
f

        
⟼

        
L

        
[

        
f

        
]

        
=

        

          
∫

          

            

              
x

              

                
0

              

            

          

          

            

              
x

              

                
1

              

            

          

        

        

          

            
1

            
+

            

              

                
(

              

            

            

              
f

              
′

            

            
(

            
x

            
)

            

              

                

                  
)

                

              

              

                
2

              

            

          

        

        
 

        
d

        
x

      

    

    
{\displaystyle L:\ f\longmapsto L[f]=\int \limits _{x_{0}}^{x_{1}}{\sqrt {1+{\big (}f'(x){\big )}^{2}}}\ dx}

  

```

Không gian tích trong (không gian Hausdorff tiền Hilbert)
Cho một không gian tích trong (Inner product space) {\displaystyle X} với tích trong {\displaystyle \langle \ ,\ \rangle }, và một véc tơ cố định {\displaystyle {\overset {\rightarrow }{x_{0}}}\in X}. Ánh xạ xác định bởi 
```

  

    

      

        

          

            
y

            
→

          

        

        
⟼

        

          

            
⟨

          

        

        

          

            

              
x

              

                
0

              

            

            
→

          

        

        
,

        

          

            
y

            
→

          

        

        

          

            
⟩

          

        

      

    

    
{\displaystyle {\overset {\rightarrow }{y}}\longmapsto {\big \langle }{\overset {\rightarrow }{x_{0}}},{\overset {\rightarrow }{y}}{\big \rangle }}

  

```

là một phiếm hàm tuyến tính trên {\displaystyle X}. Tập hợp 
```

  

    

      

        

          

            
{

          

        

        

          

            
y

            
→

          

        

        
∈

        
X

        
 

        

          
|

        

        
 

        

          

            
⟨

          

        

        

          

            

              
x

              

                
0

              

            

            
→

          

        

        
,

        

          

            
y

            
→

          

        

        

          

            
⟩

          

        

        
=

        
0

        

          

            
}

          

        

      

    

    
{\displaystyle {\big \{}{\overset {\rightarrow }{y}}\in X\ |\ {\big \langle }{\overset {\to }{x_{0}}},{\overset {\to }{y}}{\big \rangle }=0{\big \}}}

  

```

là một không gian véctơ con của {\displaystyle {\displaystyle {\Big (}X,\langle \ ,\ \rangle {\Big )}}}, gọi là không gian rỗng - null space, hay còn được biết là nhân - kernel của phiếm hàm, hoặc phần bù trực giao của {\displaystyle {\overset {\rightarrow }{x_{0}}}}, kí hiệu là {\displaystyle {\big \{}{\overset {\rightarrow }{x_{0}}}{\big \}}^{\perp }}
Lấy ví dụ, trên tập {\displaystyle L^{2}{\big (}[-\pi ,\pi ]{\big )}} gồm những hàm khả tích bậc 2 trên {\displaystyle [-1,1]}, và một hàm có định {\displaystyle g_{0}\in {\displaystyle L^{2}{\big (}[-1,1]{\big )}}}, ta xác định được một phiếm hàm tuyến tính 
```
 

  

    

      

        
⟨

        
 

        
,

        
 

        
⟩

        
:

        
 

        
f

        
⟼

        

          

            
⟨

          

        

        

          
g

          

            
0

          

        

        
,

        
f

        

          

            
⟩

          

        

        
=

        

          
∫

          

            
−

            
1

          

          

            
1

          

        

        

          
g

          

            
0

          

        

        
(

        
x

        
)

        
f

        
(

        
x

        
)

        
 

        
d

        
x

      

    

    
{\displaystyle \langle \ ,\ \rangle :\ f\longmapsto {\big \langle }g_{0},f{\big \rangle }=\int \limits _{-1}^{1}g_{0}(x)f(x)\ dx}

  

```

Tính địa phương
Nếu giá trị của một phiếm hàm có thể được tính toán cho các đoạn nhỏ của đường cong đầu vào và sau đó lấy tổng lại để tìm tổng giá trị, thì hàm được gọi là có tính địa phương. Nếu không nó được gọi là không địa phương. Ví dụ :
```

  

    

      

        
F

        
:

        
 

        
f

        
⟼

        
F

        
[

        
y

        
]

        
=

        

          
∫

          

            

              
x

              

                
0

              

            

          

          

            

              
x

              

                
1

              

            

          

        

        
y

        
(

        
x

        
)

        
 

        
d

        
x

      

    

    
{\displaystyle F:\ f\longmapsto F[y]=\int \limits _{x_{0}}^{x_{1}}y(x)\ dx}

  

```

là địa phương trong khi
```

  

    

      

        
F

        
:

        
 

        
f

        
⟼

        
F

        
[

        
y

        
]

        
=

        

          

            

              

                

                  
∫

                  

                    

                      
x

                      

                        
0

                      

                    

                  

                  

                    

                      
x

                      

                        
1

                      

                    

                  

                

                
y

                
(

                
x

                
)

                
 

                
d

                
x

              

              

                

                  
∫

                  

                    

                      
x

                      

                        
0

                      

                    

                  

                  

                    

                      
x

                      

                        
1

                      

                    

                  

                

                

                  

                    
[

                  

                

                
1

                
+

                
y

                
(

                
x

                

                  
)

                  

                    
2

                  

                

                

                  

                    
]

                  

                

                
d

                
x

              

            

          

        

      

    

    
{\displaystyle F:\ f\longmapsto F[y]=\displaystyle {\frac {\displaystyle \int \limits _{x_{0}}^{x_{1}}y(x)\ dx}{\displaystyle \int \limits _{x_{0}}^{x_{1}}{\big [}1+y(x)^{2}{\big ]}dx}}}

  

```

là phi địa phương. Điều này thường xảy ra khi các tích phân nằm riêng biệt ở tử số và mẫu số của một biểu thức, chẳng hạn như trong các phép tính khối lượng tâm.
Giải phương trình
Bài viết chính : Phương trình hàm
Cách sử dụng truyền thống cũng được áp dụng khi người ta nói về một phương trình hàm, nghĩa là một phương trình giữa các phiếm hàm: một phương trình {\displaystyle F=G} giữa các phiếm hàm có thể được đọc như một 'phương trình cần giải', với các nghiệm chính là các hàm. Trong các phương trình như vậy có thể có nhiều biến số chưa biết, như khi người ta nói rằng một hàm cộng tính {\displaystyle f} là một hàm thỏa mãn phương trình hàm :
```

  

    

      

        
f

        
(

        
x

        
+

        
y

        
)

        
=

        
f

        
(

        
x

        
)

        
+

        
f

        
(

        
y

        
)

      

    

    
{\displaystyle f(x+y)=f(x)+f(y)}

  

```

## Đạo hàm và tích phân
Đạo hàm phiếm hàm được dùng nhiều trong cơ học Lagrange. Đúng như tên gọi, chúng là đạo hàm của các phiếm hàm, nghĩa là chúng mang thông tin về sự thay đổi của phiếm hàm khi  hàm đầu vào thay đổi một lượng nhỏ.
Richard Feynman đã sử dụng tích phân phiếm hàm làm ý tưởng trung tâm trong tổng kết về lịch sử của công thức cơ học lượng tử của ông. Cách sử dụng này ngụ ý một tích phân được sử dụng trên một số không gian hàm.